# 余丁站
余丁站是位于宁夏回族自治区中宁县余丁乡的一个铁路车站，邮政编码751203。车站建于1989年，有包兰铁路经过该站，现不办理客货运业务，车站及其上下行区间均为电气化区段。车站距离包头站650公里，隶属兰州铁路局，是五等站。